# Barbechat
Barbechat korábbi község Franciaországban, Loire-Atlantique megyében. 2016. január 1-jén La Chapelle-Basse-Mer községgel egyesült és Divatte-sur-Loire új község része lett.
Lakosainak száma 1308 fő (2018. január 1.). Barbechat La Varenne, Orée d’Anjou, Landemont, Saint-Sauveur-de-Landemont, Divatte-sur-Loire és Le Loroux-Bottereau községekkel határos.

## Népesség
A település népességének változása:
| Lakosok száma | 584  | 608  | 808  | 905  | 1062 | 1268 | 1301 | 1339 | 1397 | 1308 |
|               | 1962 | 1968 | 1982 | 1990 | 1999 | 2008 | 2011 | 2013 | 2017 | 2018 |